# Callopistria tarsipilosa
Callopistria tarsipilosa là một loài bướm đêm trong họ Noctuidae.